# 仁宣の治
仁宣の治（じんせんのち）とは仁宗洪熙帝とその子宣宗宣徳帝（1424年 - 1435年）の治世を指し、明王朝の絶頂期と評価されている。
後の仁宗洪熙帝こと朱高熾は病弱で、これを心許ないとみた父の永楽帝は廃嫡も考えていたが、孫で後の宣宗宣徳帝こと朱瞻基が英明の誉れが高かったので、改めて思いとどまった。父からはあまり期待されていなかった洪熙帝だったが、皇太子時代から度々父が親征していた留守に積極的に政務をこなし、モンゴル遠征の帰途で父帝が崩御し、即位した後はその行き過ぎた膨張政策を抑えるなど文治政治を推進したが、在位僅か8か月、48歳（満46歳）で崩御した。即位後の宣徳帝は父帝の政策を継承し、楊栄、楊士奇、楊溥のいわゆる三楊を積極的に起用した。叔父の漢王朱高煦の反乱に直面したが、即座に対処し、最終的には彼を焼殺した。田賦の減免も試みたが、これはさほどの成果は無かった。
宣徳帝も在位10年、歴代皇帝の平均寿命に満たない37歳（満35歳）で崩御したが、次の英宗正統帝の治世においても、その遺産であった三楊が健在の時までは平穏な日々が続いた。しかし、1447年に正統帝が成人する頃までには彼らが死去し、その頃になると宦官を重用した弊害がしだいに現れてきて、彼自身オイラートとの戦いで捕虜(土木の変)になる前代未聞の事態が起き、以後の明王朝は奪門の変を経て、中興の祖といわれた孝宗弘治帝の治世を除き、その弊害に苦しみ続ける事になるのである。